# Sandersdorf-Brehna
Sandersdorf este un oraș în Sachsen-Anhalt, Germania